# 사랑하는 마리아
사랑하는 마리아는 1970년 공개된 대한민국의 영화이다.

## 배역
- 신성일
- 남정임
- 한은진

## 수상
- 1970년 제16회 아시아영화제
  - 최우수녹음상[1]